# Waschhaus (Treuzy)

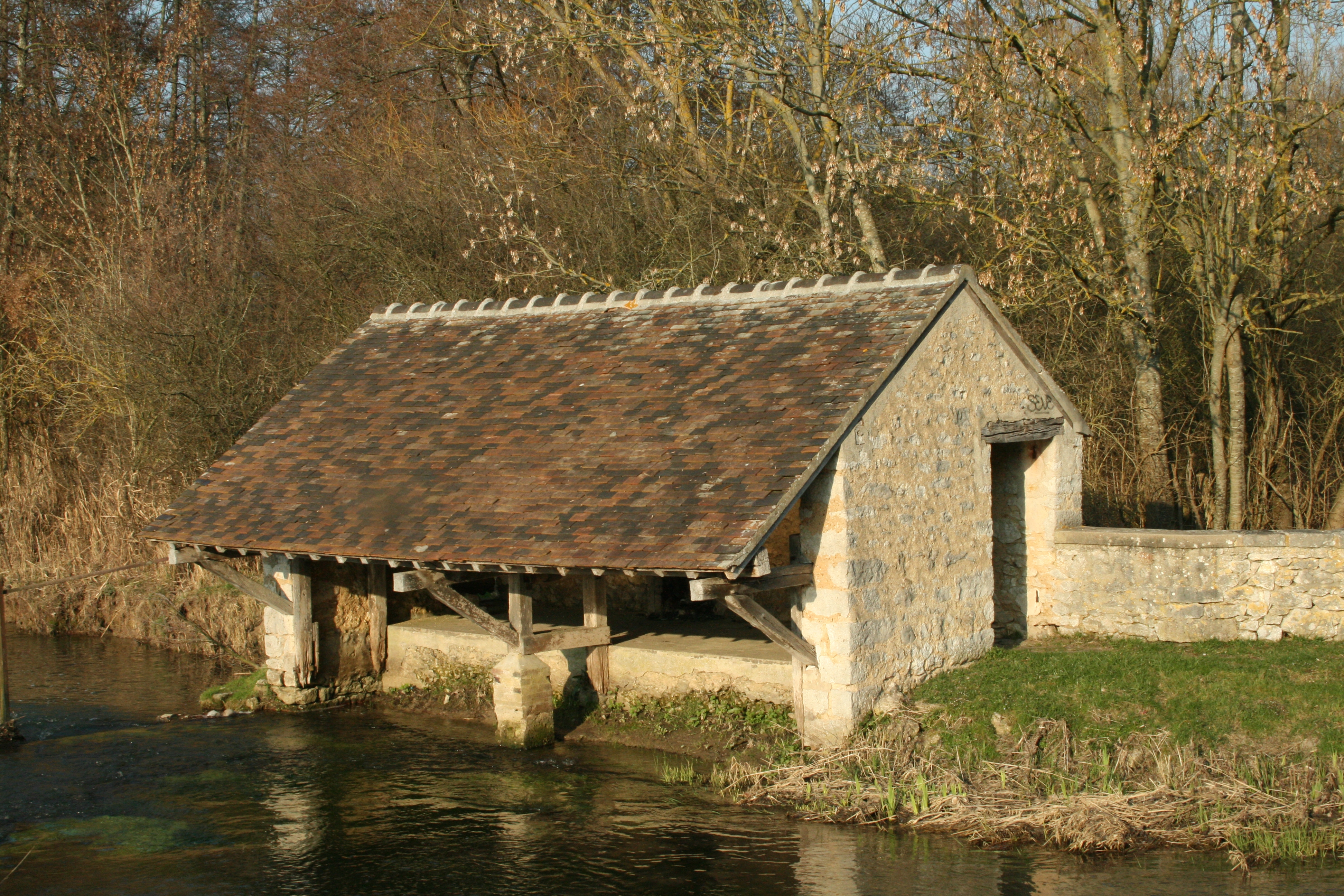
Waschhaus in Treuzy

Das Waschhaus (französisch lavoir) in Treuzy, einem Ortsteil der französischen Gemeinde Treuzy-Levelay im Département Seine-et-Marne in der Region Île-de-France, wurde im 19. Jahrhundert errichtet.
Das öffentliche Waschhaus aus Bruchsteinmauerwerk, am Fluss Lunain, besitzt ein Pultdach und an den Seiten Mauern zum Schutz der Wäscherinnen.